# Martin Brundle
Martin John Brundle (Norfolk, 1959. június 1. –) brit autóversenyző, volt Formula–1-es pilóta. 1990-ben megnyerte a Le Mans-i 24 órás autóversenyt.

## Pályafutása

### Formula–1
Az 1983-as brit Formula 3-as idény első felében Ayrton Senna mindenkit fölényesen maga mögé utasított, akkor azonban jött Martin Brundle, és rendre megverte Sennát, s így az utolsó pillanatig nyílttá tudta tenni a világbajnokságot. Ken Tyrrell felismerte tehetségét, s leszerződtette az 1984-es évadra. Az első nagydíján, Brazíliában ötödik lett. Detroitban Nelson Piquet mögött a második helyen végzett. A következő futamán Dallasban eltörte a bokáját. Tetézte a bajt, hogy a Tyrrell nem engedélyezett autókkal versenyzett, így a csapat összes eredményét törölték. 1986-ban négyszer is pontszerző helyen végzett, a következő szezonban azonban a Zakspeed-hez szerződött, s ezzel megtört pályafutása. A helyzet reménytelennek tűnt. Szerencséjére lehetőség nyílt arra, hogy Jaguár sportkocsikkal versenyezzen, s meg is nyerte a világbajnokságot. A spa-i versenyen beugróként a Williams színeiben is indulhatott. 1989-ben a Brabham-hez igazolt, a csapat azonban már nem volt a régi, ezért 1990-ben visszatért a sportkocsikhoz, s meg is nyerte a Le Mans-i 24 órás versenyt. 1991-ben ismét a Brabham-nél próbálkozott, de most sem sült el jobban a dolog, mert a Yamaha motorok gyengébbek voltak, mint a többi autó motorjai. 1992-ben megtörtént a nagy áttörés, sikerült a Benetton-hoz igazolnia. Itt többnyire csak azért küzdött, hogy be tudja fejezni a versenyeket. A San Marinó-i nagydíj után azonban, már pontokat is szerzett. Az év végén összetettben hatodik lett. 1993-ban átment a Ligier csapathoz, ahol kiegyensúlyozottabban versenyzett, s végül hetedik lett összetettben. 1994-ben úgy tűnt, hogy nem sikerül jó autóba ülnie, de végül a McLaren csapatban kötött ki. A futamgyőzelem azonban ezúttal is elmaradt, csak kétszer sikerült dobogóra állnia, s az összetettben is hetedik lett. 1995-ben Szuzuki Aguri-val kellett osztoznia a Ligier második kocsiján. A következő szezonban, amelyet a Jordan-nél töltött, biztatóbban indult, mint ahogy végződött.
Miután visszavonult az autóversenyzéstől, Murray Walker társa lett az ITV kommentátorállásában. 2009-től a Formula 1 közvetítési jogai átkerültek a BBC-hez, Martin a teljes szakmai stábbal vonult át a közszolgálati csatornához.

## Teljes Formula–1-es eredménysorozata
(Táblázat értelmezése)

(Félkövér: pole-pozícióból indult; dőlt: leggyorsabb kört futott) 

| Év   | Csapat   | 1       | 2       | 3       | 4       | 5       | 6      | 7       | 8       | 9      | 10      | 11     | 12     | 13     | 14     | 15     | 16     | 17     | Helyezés | Pont |
| ---- | -------- | ------- | ------- | ------- | ------- | ------- | ------ | ------- | ------- | ------ | ------- | ------ | ------ | ------ | ------ | ------ | ------ | ------ | -------- | ---- |
| 1984 | Tyrrell  | BRA Kiz | RSA Kiz | BEL Kiz | SMR Kiz | FRA Kiz | MON NK | CAN Kiz | DET Kiz | DAL NK | GBR     | GER    | AUT    | NED    | ITA    | EUR    | POR    |        | HN       | 0    |
| 1985 | Tyrrell  | BRA 8   | POR Ki  | SMR 9   | MON 10  | CAN 12  | DET Ki | FRA Ki  | GBR 7   | GER 10 | AUT NK  | NED 7  | ITA 8  | BEL 13 | EUR Ki | RSA 7  | AUS Hn |        | 21.      | 0    |
| 1986 | Tyrrell  | BRA 5   | ESP Ki  | SMR 8   | MON Ki  | BEL Ki  | CAN 9  | DET Ki  | FRA 10  | GBR 5  | GER Ki  | HUN 6  | AUT Ki | ITA 10 | POR Ki | MEX 11 | AUS 4  |        | 11.      | 8    |
| 1987 | Zakspeed | BRA Ki  | SMR 5   | BEL Ki  | MON 7   | DET Ki  | FRA Ki | GBR Hn  | GER Hn  | HUN Ki | AUT Kiz | ITA Ki | POR Ki | ESP 11 | MEX Ki | JPN Ki | AUS Ki |        | 18.      | 2    |
| 1988 | Williams | BRA     | SMR     | MON     | MEX     | CAN     | DET    | FRA     | GBR     | GER    | HUN     | BEL 7  | ITA    | POR    | ESP    | JPN    | AUS    |        | 20.      | 0    |
| 1989 | Brabham  | BRA Ki  | SMR Ki  | MON 6   | MEX 9   | USA Ki  | CAN NK | FRA NK  | GBR Ki  | GER 8  | HUN 12  | BEL Ki | ITA 6  | POR 8  | ESP Ki | JPN 5  | AUS Ki |        | 20.      | 4    |
| 1991 | Brabham  | USA 11  | BRA 12  | SMR 11  | MON EX  | CAN Ki  | MEX Ki | FRA Ki  | GBR Ki  | GER 11 | HUN Ki  | BEL 9  | ITA 13 | POR 12 | ESP 10 | JPN 5  | AUS NK |        | 15.      | 2    |
| 1992 | Benetton | RSA Ki  | MEX Ki  | BRA Ki  | ESP Ki  | SMR 4   | MON 5  | CAN Ki  | FRA 3   | GBR 3  | GER 4   | HUN 5  | BEL 4  | ITA 2  | POR 4  | JPN 3  | AUS 3  |        | 6.       | 38   |
| 1993 | Ligier   | RSA Ki  | BRA Ki  | EUR Ki  | SMR 3   | ESP Ki  | MON 6  | CAN 5   | FRA 5   | GBR 14 | GER 8   | HUN 5  | BEL 7  | ITA Ki | POR 6  | JPN 9  | AUS 6  |        | 7.       | 13   |
| 1994 | McLaren  | BRA Ki  | PAC Ki  | SMR 8   | MON 2   | ESP 11  | CAN Ki | FRA Ki  | GBR Ki  | GER Ki | HUN 4   | BEL Ki | ITA 5  | POR 6  | EUR Ki | JPN Ki | AUS 3  |        | 7.       | 16   |
| 1995 | Ligier   | BRA     | ARG     | SMR     | ESP 9   | MON Ki  | CAN Ki | FRA 4   | GBR Ki  | GER    | HUN Ki  | BEL 3  | ITA Ki | POR 8  | EUR 7  | PAC    | JPN    | AUS Ki | 13.      | 7    |
| 1996 | Jordan   | AUS Ki  | BRA 12  | ARG Ki  | EUR 6   | SMR Ki  | MON Ki | ESP Ki  | CAN 6   | FRA 8  | GBR 6   | GER 10 | HUN Ki | BEL Ki | ITA 4  | POR 9  | JPN 5  |        | 11.      | 8    |

## Fordítás
- Ez a szócikk részben vagy egészben  a   Martin Brundle című angol Wikipédia-szócikk fordításán alapul.  Az eredeti cikk szerkesztőit annak laptörténete sorolja fel. Ez a jelzés csupán a megfogalmazás eredetét és a szerzői jogokat jelzi, nem szolgál a cikkben szereplő információk forrásmegjelöléseként.